# Scharlakansröd

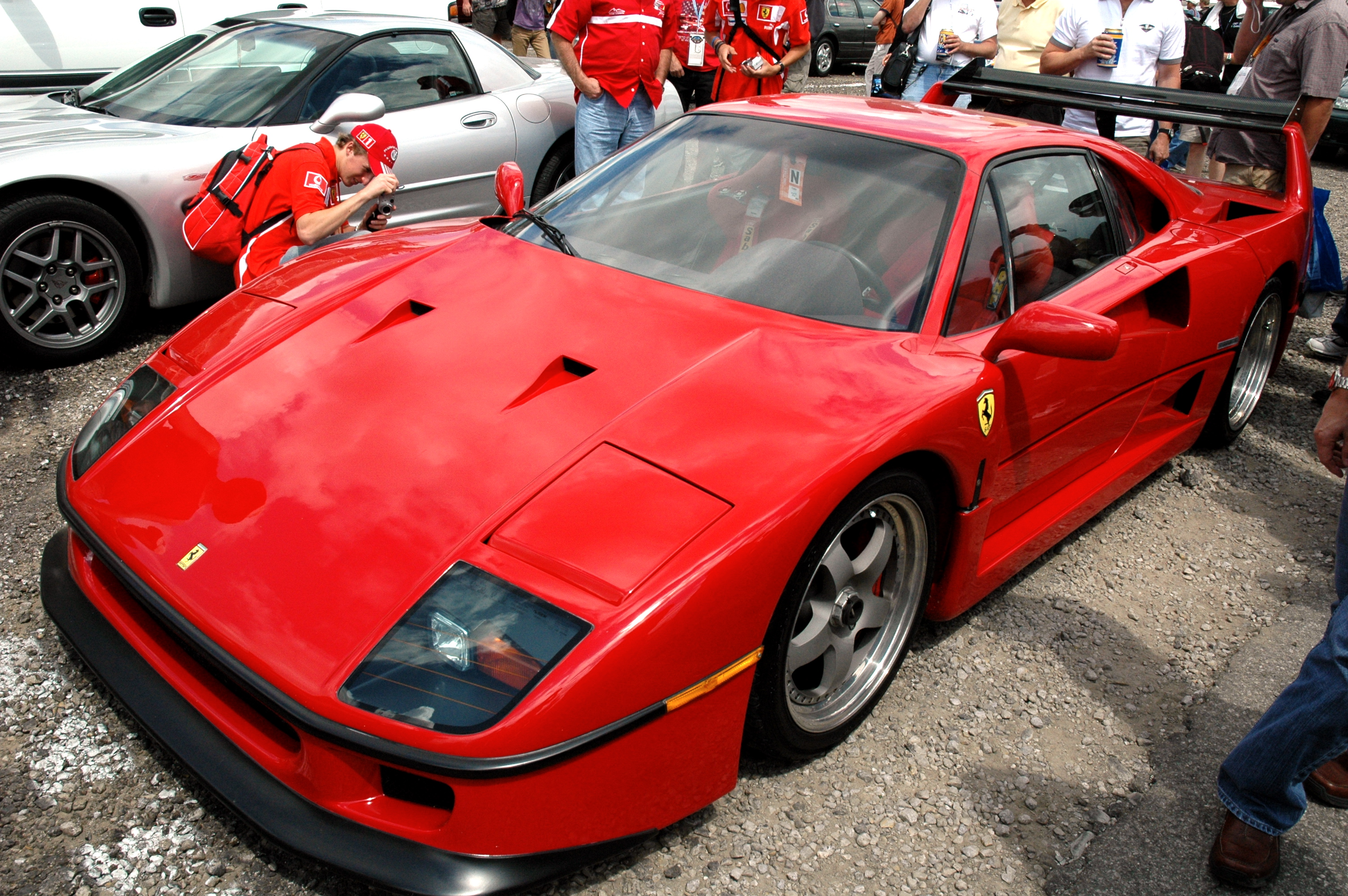
Ferrari F40

Scharlakansröd är en röd färgnyans som ligger nära orange. 
Någon färg med namnet scharlakansröd finns inte bland de ursprungliga HTML-färgerna eller webbfärgerna (X11). I andra källor ges scarlet färgkoordinaterna i boxen härintill.
Det italienska formel 1-stallet Scuderia Ferraris färg är scharlakansröd, rosso corsa ("racerröd"). Från början användes färgen som nationalitetsbeteckning på italienska racingstalls bilar, se internationella bilsportfärger. Numera används den ofta också på sportbilar som säljs till allmänheten från såväl Ferrari som till exempel Lamborghini.